# アキリーズ (駆逐戦車)
アキリーズ駆逐戦車 (英語: 17-pdr SP, M10C, Achilles)は、第二次世界大戦後期にイギリスで開発された戦車駆逐車/自走対戦車砲である。

## 概要
アキリーズは、アメリカ合衆国で開発されイギリスに供与されたM10駆逐戦車の主砲を、M7 3インチ戦車砲(50口径76.2mm)からオードナンス QF 17ポンド砲 (58.3口径76.2mm)に換装したもので、最終的にイギリスに供与された1,648両のM10のうち、約1,100両が17ポンド砲を搭載したアキリーズに改造された。これは、大戦中にイギリス軍が配備運用した17ポンド砲装備車両としては、シャーマン ファイアフライの約2,000両に次ぐ数量である。
尚、"アキリーズ"という呼称は、公式には元の3インチ砲装備のM10と、17ポンド砲に換装したM10Cの両方に付けられたものであるが、少なくとも第二次世界大戦中には実際にはあまり使われていなかった。当時は単に、"M10 17-pdr"や、"M10 SP 17-pdr"のように呼ばれることが多く、また17ポンド砲装備型という事で"ファイアフライ"と呼ばれた事もあったようである。

## 背景
第二次世界大戦緒戦のドイツ軍による電撃戦の成功に対するアメリカ陸軍の戦術として、"機動性の高い軽装甲車両に攻撃力の高い主砲を装備した戦車駆逐車で対抗する"という戦術ドクトリンがあり、M10もこの考え方に基づき、ベースとなったM4シャーマン中戦車にくらべて軽装甲になっており、また砲塔も軽量化や視認性向上を目的としてオープントップとなっていた。
M10は1943年に開発され、1944年にはイギリスへの供与が開始された。M10の装備する3インチ戦車砲はそれまでのイギリス軍の多くの戦車が装備していたオードナンス QF 6ポンド砲 (43口径57mm砲)に比べると遥かに強力で、ドイツ軍の事実上の主力であったIV号戦車やIII号突撃砲の主砲である7.5cm KwK40/StuK40と同等の性能を持っていた。
しかしながら、3インチ戦車砲ではドイツ軍の新型中戦車であるV号戦車パンターや重戦車ティーガーIには対抗が困難な事をイギリス軍は既に感じており、M10の主砲をより強力な17ポンド砲に換装する計画は、実際にM10の供与が始まる前から進められていた。

## 概要

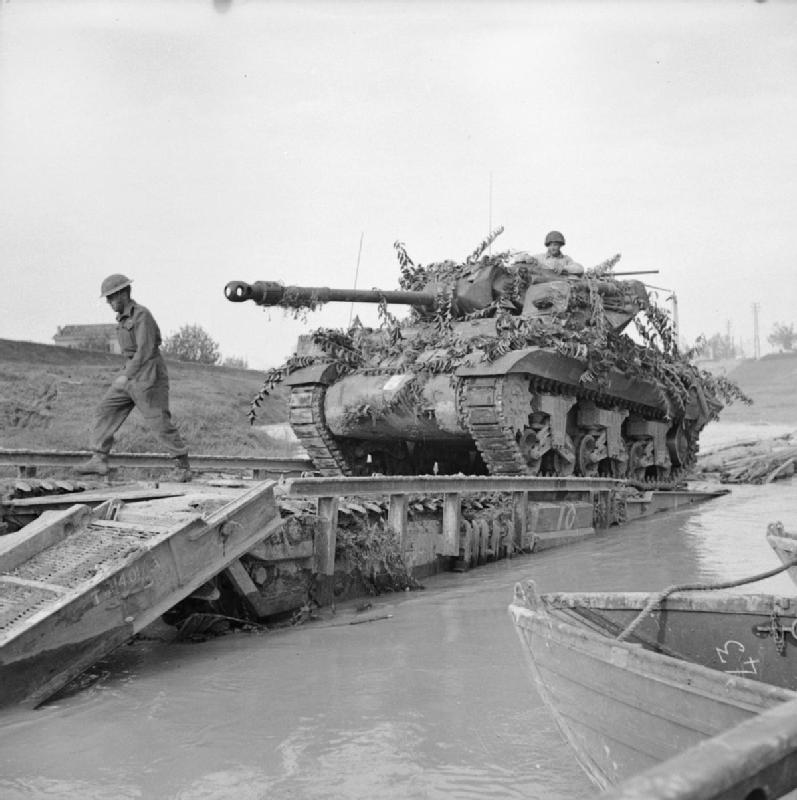
イタリア戦線のM10 IIC、1944年10月。

アキリーズに搭載されたQF 17ポンド砲は、口径自体は76.2mmでM10の3インチ砲と同じであるが、装薬量が多くなった事で砲弾の初速が高く、風防被帽付徹甲弾 (APCBC弾)を用いた場合距離457mで132mm、距離914mで128mmの装甲板を貫通可能で、これはパンターの7.5 cm KwK 42やティーガーIの8.8 cm KwK 36にも比肩しうる物であった。装弾筒付徹甲弾 (APDS弾)を用いると更に貫徹力が向上したが、第二次世界大戦中にはAPDS弾の精度や供給に問題がありあまり運用はされなかった。M10に装備されたM7 3インチ砲と比較すると、3インチ砲の場合APCBC弾使用で距離500mで98mmの装甲板、距離1000mで88mmの装甲板を貫徹可能となっている。尚、3インチ砲でもHVAP弾を用いると17ポンド砲と同等の能力となったが、この当時HVAP弾の供給は非常に限られていた。
M10の砲架は元々余裕を持って設計されていたため、車両そのものには大きな改造をせず17ポンド砲の搭載が可能であった。17ポンド砲の先端にはバランスを取るためカウンターウェイトが装着されたが、結果として、マズルブレーキを持たないシンプルな外見のM10との外見上の大きな違いとなり、ドイツ軍が17ポンド砲装備のアキリーズの危険性に気付き優先攻撃目標とした後、アキリーズの主砲には通常のM10との違いを欺瞞するための塗装が施される例も見られるようになった。
改造元のM10は、最初に生産された"初期型"、1943年1月以降、砲塔後部にカウンターウェイトを装着した"中期型"、1943年6月以降、砲塔を設計変更し後部の容積を拡大した"後期型"と呼ばれるモデルが存在し、アメリカ軍では特に形式としては区別していなかったが、イギリス軍では初期/中期モデルの砲塔を持つものをM10 Achilles I、後期モデルの砲塔を持つものをM10 Achilles IIと分類しており、これらに17ポンド砲を装備したタイプを、形式末尾に"C"を付け、初期/中期モデルの砲塔を持つものをM10 Achilles IC、後期モデルの砲塔を持つものをM10 Achilles IICと分類した。実際の17ポンド砲搭載型アキリーズの生産は後期型砲塔のM10 IIからの改造が多かったが、中期モデルの砲塔に17ポンド砲を搭載したM10 ICも生産された。尚、本国アメリカではM10のエンジンをM4A3シャーマンと同型のガソリンエンジンに換装したM10A1が生産されていたが、こちらはイギリス軍には供与されておらず、したがって17ポンド砲搭載型への改造も行われていない。

## 生産および運用
イギリス軍は当初、ノルマンディー上陸作戦までに1,000両のM10をM10C仕様に改造する事を計画していたが、実際の17ポンド砲搭載の改造作業は1944年春頃に開始され、ノルマンディー上陸作戦までには100両程度が改造されたに留まった。その後、改装作業の速度が上がり、最終的に約1,100両のM10 IC / IIC が生産された。
M10C アキリーズはイギリス陸軍の対戦車連隊に配備されノルマンディー上陸作戦で実戦投入された後、生産数が増えるとカナダ軍やポーランド軍などイギリス連邦軍に配備され、終戦まで西部戦線やイタリア戦線で活躍した。オーヴァーロード作戦中の1944年7月に実施されたチャーンウッド作戦においては、イギリス軍第62対戦車連隊のアキリーズがドイツ軍第12SS装甲連隊のパンターおよびIV号戦車 計13両を撃破し、損失は4両であった。
第二次世界大戦後は一部の車両がベルギー、オランダ、デンマーク、エジプト等に供給された。第二次中東戦争時にはエジプト軍がイスラエル軍との戦いでアキリーズを運用し、その一部はイスラエル軍よって鹵獲された。また、朝鮮戦争時にはカナダ軍が少数のアキリーズを実戦投入した。
現在、イギリスのボービントン戦車博物館、米国の第3騎兵連隊博物館、ドイツのムンスター戦車博物館などの他、イスラエルのラトルン戦車博物館、国防軍歴史博物館にもアキリーズの実車が展示されている。第3騎兵連隊博物館の展示車両は中期型砲塔を持つ"M10 IC"仕様の車両である。イスラエルの博物館に展示されている車両はエジプト軍からの鹵獲品と見られ、フランス製のスモークディスチャージャーを装備するなど改修が施されている。また、ムンスター戦車博物館、デンマークのオールボー国防博物館およびフュン軍事史博物館の収蔵車両は、いずれも起動輪および履帯がグリズリー巡航戦車と同型のCanadian Dry Pin (CDP) と呼ばれる全鋼製、シングルピンの物に換装されている。

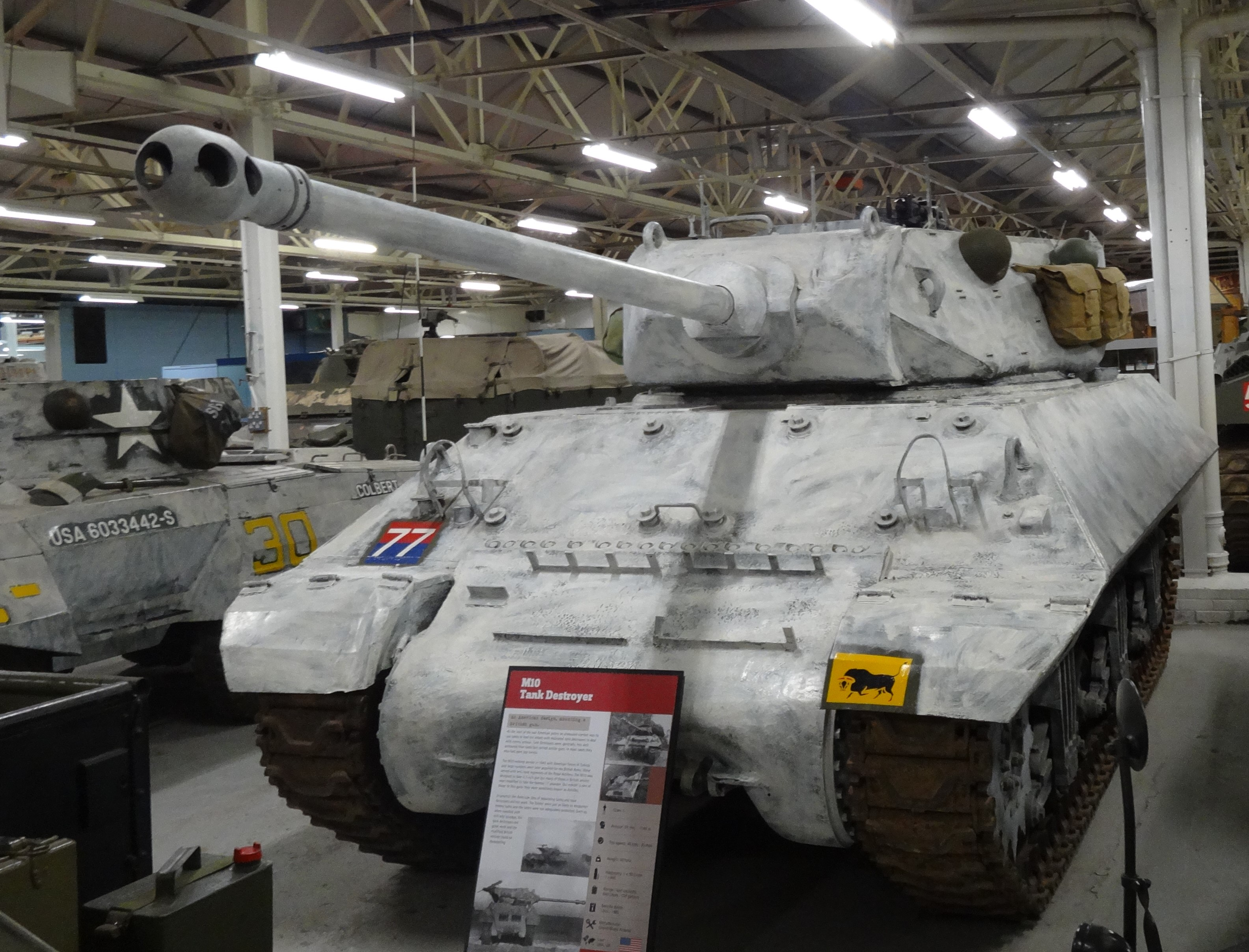
ボービントン博物館のM10 IIC
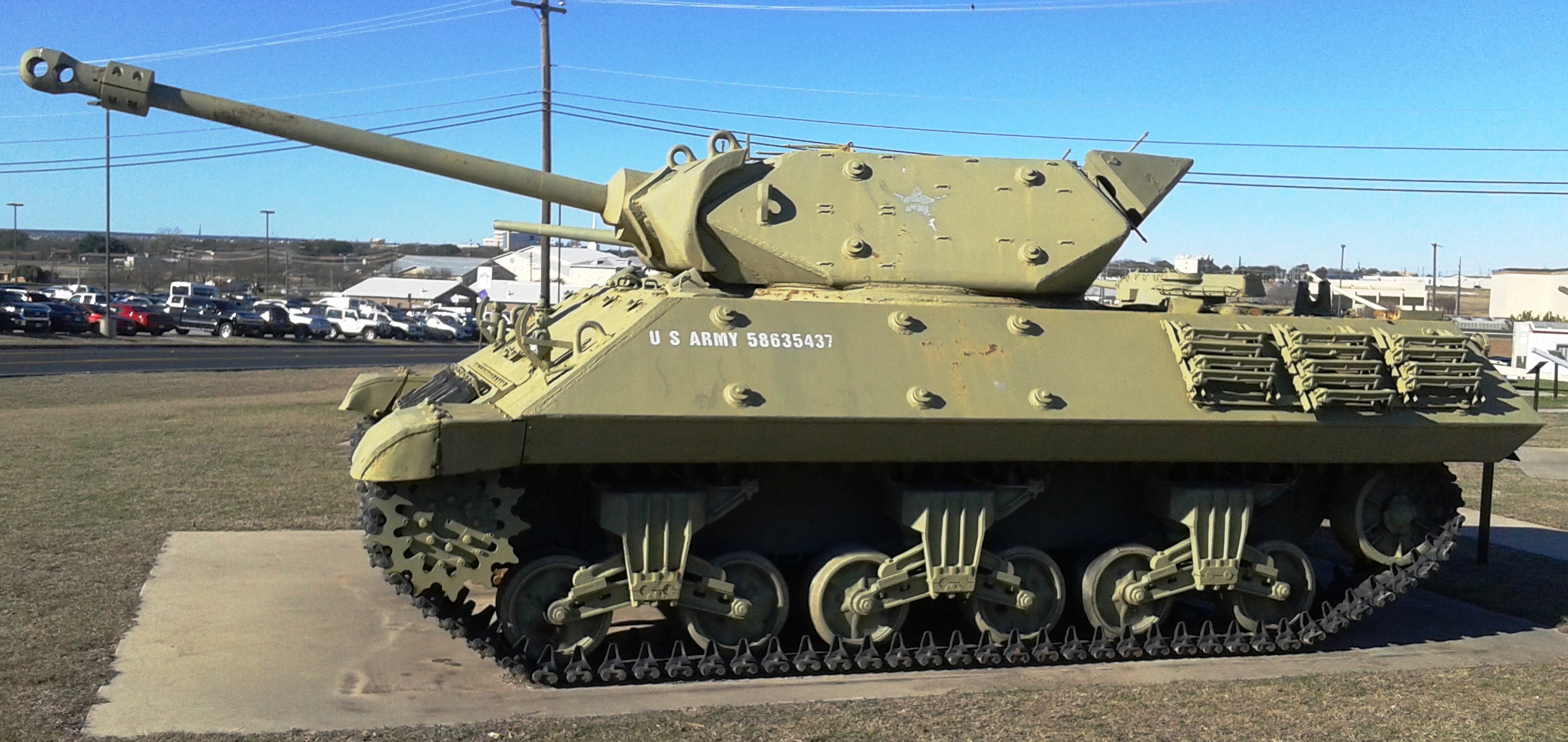
第3騎兵連隊博物館のM10 IC。中期型砲塔を持つ。
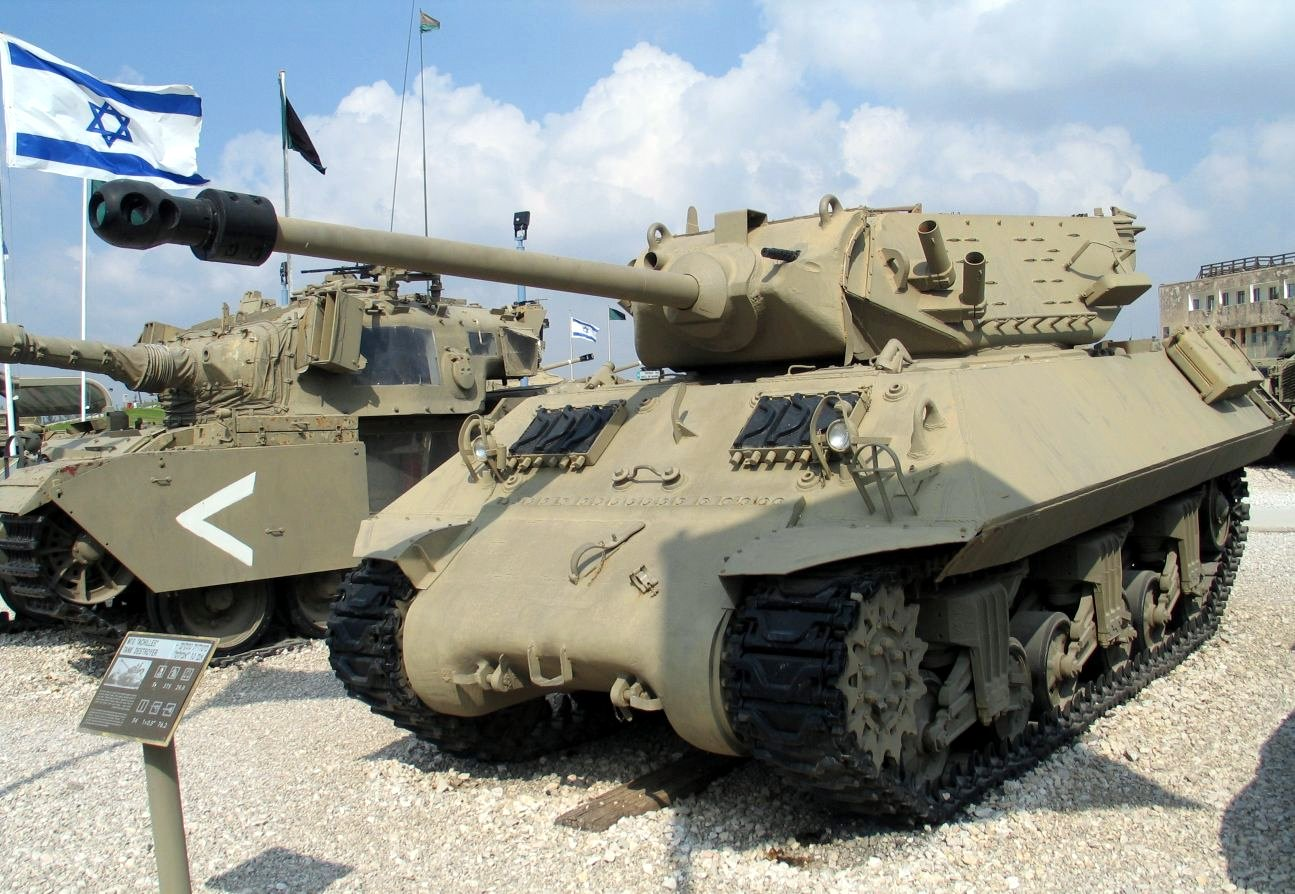
ラトルン博物館のM10 IIC。フランス製スモークディスチャージャー等の装備が追加されている。
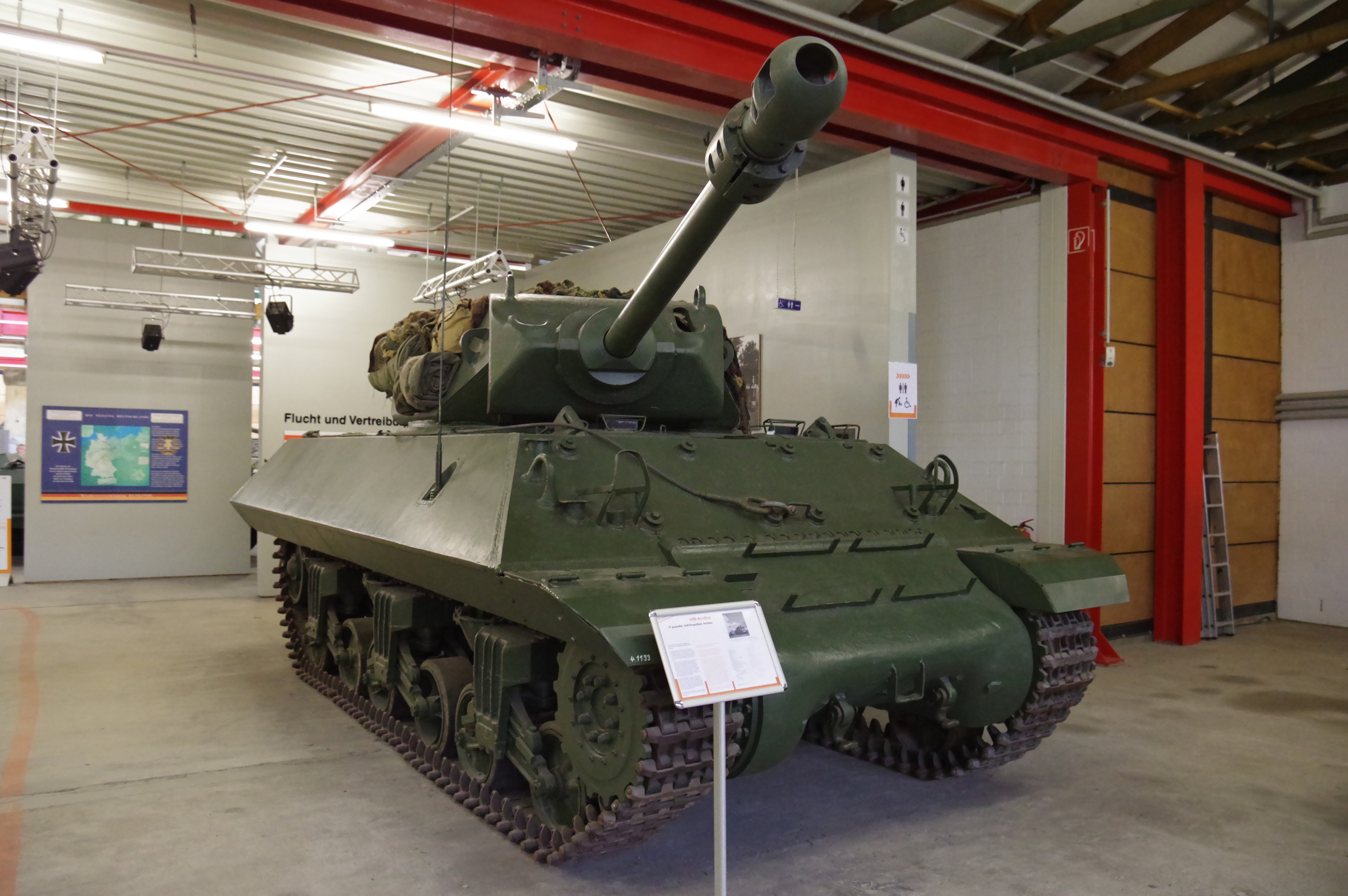
ムンスター博物館のM10 IIC。起動輪および履帯が変更されている。
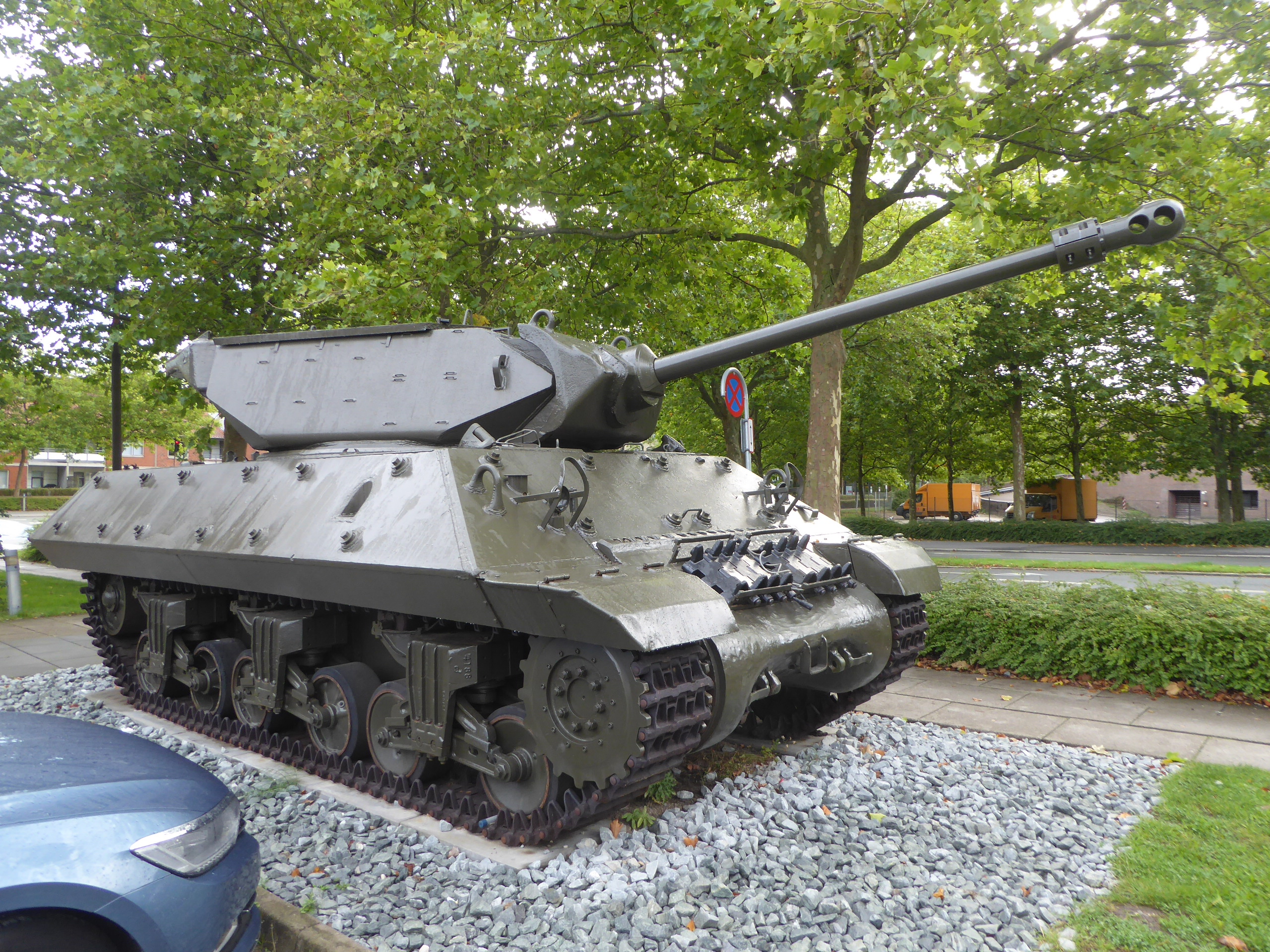
フュン軍事史博物館のM10 IIC。こちらも履帯と起動輪が換装されている。